# Tanyochraethes clathratus
Tanyochraethes clathratus là một loài bọ cánh cứng trong họ Cerambycidae.